# Schrothkur
Eine Schrothkur ist ein Naturheilverfahren mit Trink- und Trockentagen, das auf den Fuhrmann Johann Schroth zurückgeht. Sie wird von ihren Anhängern zur traditionellen europäischen Medizin gerechnet. Angeboten wird sie in zahlreichen europäischen Kurkliniken. Als Ursprungsorte für die originale Schrothkur gelten Obervellach und Oberstaufen (siehe hierzu Hermann Brosig). Daneben gibt es auch einige Angebote für Schrothkuren an der Ostsee.
Hauptziel dieser zwei- bis dreiwöchigen Kur ist eine „Entgiftung“ des Körpers, die  die Selbstheilungskräfte fördern soll. Da die Kurteilnehmer oft deutlich Gewicht verlieren, wird die Schrothkur von den Anbietern auch bei Adipositas empfohlen. Die Kur ist allerdings keine Diät im üblichen Sinn und wird von vielen Medizinern und Ernährungswissenschaftlern strikt abgelehnt.
Neben der ursprünglichen Schrothkur gibt es modifizierte Varianten. Während der Deutsche Schrothverband weiterhin die klassische Form vertritt, ist der Internationale Schrothbund der Vertreter der reformierten Variante.

## Geschichte
Schroth entwickelte seine Kurmethode um das Jahr 1820 im Selbstversuch. Der Huftritt eines Pferdes verletzte sein Knie, das steif wurde. Schroth legte nasskalte Umschläge auf; das Knie besserte sich deutlich. Seine Schlussfolgerung: „In feuchter Wärme gedeiht Holz, Frucht und Wein, selbst Fleisch und Bein“.
Schroth beobachtete zudem, dass krankes Vieh die Nahrung verweigert und wenig trinkt. Er übertrug diese Beobachtung auf kranke Menschen. Das war der Ursprung der Schrothkur. Ein Bekannter Schroths, Vincenz Prießnitz, berichtet, dass Schroth zwar im Ruf stand ein „Wunderdoktor“ zu sein, aber auch der Kurpfuscherei bezichtigt wurde.
Meyers Konversationslexikon beschreibt die Schrothsche Kur 1898 als „Heilverfahren, bei welchem der Kranke längere Zeit hindurch mit altbackener Semmel und dickem Brei aus Reis, Grieß, Hirse, Buchweizengrütze ernährt wird. Als Getränk dient früh und abends ein Gläschen Wein, an jedem dritten oder vierten Tag erhält der Kranke 2–3 Stunden nach der Mittagsmahlzeit (Pudding mit Weinsauce) so viel Wein, wie er trinken mag. Nachts liegt der Kranke in nassen Tüchern. Die höchst lästige Kur greift tief ein und kann bei unvorsichtiger Anwendung Entkräftung, Skorbut, selbst den Tod herbeiführen, bei sorgsamer Überwachung hilft sie oft bei veralteter Syphilis, Gicht, chronischen Ausschwitzungen im Rippen- und Bauchfell und in den Gelenken, auch bei Magenerweiterung günstig.“

## Elemente
- Nahezu salz- und fettlose sowie eiweißarme Kost mit Reis-, Grieß- und Haferbrei, ergänzt durch gekochtes Gemüse und gekochtes Obst sowie trockene Brötchen, heute oft durch „Kurgebäck“ ersetzt.
- Abwechselnde Trink- und Trockentage. Bei der klassischen Schrothkur gibt es drei Trockentage, an denen weniger als ein halber Liter Flüssigkeit getrunken wird, früher vor allem Weißwein, abwechselnd mit je zwei „kleinen“ und zwei „großen“ Trinktagen.
- Schrothsche Packungen bzw. Dunstwickel, bei denen der ganze Körper über Nacht in feuchtkalte Tücher gepackt wird; für Erwärmung sorgen Wärmflaschen.

## Modifikationen
Es gibt Modifikationen der originalen Schrothkur, die ernährungswissenschaftlichen Erkenntnissen besser entsprechen sollen. Die wichtigste Veränderung ist die Umstellung der Kurkost nach Professor Heinrich Kasper auf eine Mischkost. Eine Steigerung der Zufuhr von Nahrungsenergie von anfangs etwa 500 über 1000 auf etwa 1500 kcal täglich soll den so genannten Jo-Jo-Effekt nach einer Diät verhindern. Außerdem wurde die Flüssigkeitszufuhr an den Trockentagen erhöht; auf hochprozentige Schnäpse wird verzichtet (Quelle siehe Weblinks). 

## Indikationen und Kontraindikationen
Der Deutsche Schrothverband nennt rund 20 mögliche Indikationen für die Schrothkur, von Stoffwechselstörungen über Gicht und Migräne bis zu Allergien und Burn-out-Syndrom. Mediziner zweifeln die Berechtigung dieser Indikationen allerdings an.
Auf keinen Fall geeignet ist eine Schrothkur bei:
- Leberzirrhose
- Nierenfunktionsstörungen
- Tuberkulose
- Krebserkrankungen
- Schilddrüsenüberfunktion
- Schwangerschaft

## Kritik
Vor allem die klassische Schrothkur wird von Medizinern und Ernährungswissenschaftlern strikt abgelehnt und als gesundheitsschädlich eingestuft. Die Stiftung Warentest hat die Kur als Diät zur Gewichtsreduktion als „wenig geeignet“ bewertet.
Wesentliche Kritikpunkte sind:
- Die klassische Schrothkur ist eine Mangeldiät und kann auf Grund des weitgehenden Verzichts auf Proteine zu Muskelschwund und Leistungsabfall führen, außerdem zu Vitamin- und Mineralstoffmangel.[2]
- Die Flüssigkeitszufuhr an den Trockentagen ist zu gering und potenziell gesundheitsschädlich.
- Alkohol ist als Bestandteil einer Kur abzulehnen, da er den Kreislauf belastet.
- Die Entwässerungswirkung ist zu stark.